# 국제기능올림픽대회 한국위원회
국제기능올림픽대회 한국위원회는 국제기능올림픽대회 지원을 통해 기술집약적 고기술 산업분야 등에 대한 숙련기술 장려사업을 수행하기 위하여 설립된 단체이다. 국제기능올림픽 한국위원회 회장은 한국산업인력공단 이사장이 겸임하고 한국위원회 위원장은 17개 시도지사 또는 시도지사가 위촉한 인사가 맡으며 고문은 역대 회장들이 맡는다. 인천광역시 부평구 무네미로 448번길 77 (구산동 34-1) 한국산업인력공단 글로벌숙련기술진흥원 내에 소재하고 있다.

## 연혁
- 1966년 1월 기능올림픽대회 한국위원회 설립
- 1967년 7월 제 16회 국제기능올림픽대회 첫 출전 (개최지 : 스페인)
- 1978년 8월 제 24회 국제기능올림픽대회 개최 (개최지 : 부산)
- 1989년 4월 기능장려법 제정으로 국내·외 기능경기대회 개최 및 기능존중풍토 조성을 위한 각종 사업시행 근거 마련
- 1991년 2월 한국산업인력공단에서 국내·외 기능경기대회 개최
- 1999년 12월 기금관리기본법에 의거 기능장려금을 기능장려적립금으로 변경
- 2001년 9월 제 36회 국제기능올림픽대회 개최 (개최지 : 서울)
- 2009년 9월 제40회 국제기능올림픽대회 종합 우승 (개최지 : 캐나다 켈거리)
- 2011년 10월 제41회 국제기능올림픽대회 종합 우승으로 통산 17회 우승(개최지 : 영국 런던)

## 조직

### 한국위원회 위원장 (17개 시도지사 또는 시도지사가 위촉한 인사)
- 부위원장 (한국산업인력공단 소속기관장들 겸임)
- 운영위원회 위원장 (한국산업인력공단 지역본부장 미 지사장이 겸임)
- 사무국 (한국산업인력공단 지역본부 및 지사에 설치)

### 부회장

#### 기술위원회
- 기술위원회 위원장
- 부위원장
- 분과장

#### 운영위원회
- 운영위원회 위원장 (한국산업인력공단 능력평가이사)

##### 사무국
- 사무국장 (한국산업인력공단 숙련기술진흥국장)
- 기능경기팀

## 같이 보기
- 한국기능선수회
- 국제기능올림픽선수협회
- 한국기능연합중앙회